# Скопский марафон
Скопский марафон (макед. Скопски маратон) — ежегодный марафон, который проходит в мае в македонском городе Скопье.
Действующими рекордсменами трассы являются кенийцы Кипротич Кируи среди мужчин (2:12:36) и Стелла Барсосио среди женщин (2:33:42). По количеству побед лидерами также являются кенийцы — по два раза забеги выигрывали Кипротич Кируи (2016, 2017) и Сесилия Вангуи (2011, 2012).

## История
Первая марафонская гонка в Скопье была организована в 1997 году. После второго марафона в 1998 году проведение временно прекратилось из-за финансовых трудностей. Спустя девять лет мероприятие было возрождено, однако в 2007 году был проведён только полумарафон.
В 2008 году соревнования возобновились в полном формате и с тех пор ежегодно проводятся в трёх дисциплинах — марафон, полумарафон и бег на 5 километров. Значительный вклад в возрождение соревнований внёс специальный представитель Европейского союза Эрван Фуэре.
С 2009 года соревнования входят в Ассоциацию международных марафонов и пробегов (AIMS).
В 2012 году марафон в Скопье был включён в список квалификационных гонок для прохождения отбора на Олимпийские игры в Лондоне. В нём приняли участие около 4000 легкоатлетов из 36 стран.
В 2015 году соревнования были отменены в связи с протестами в Македонии против действующего на тот момент премьер-министра Николы Груевского и его правительства.
В 2017 году в марафоне приняли участие около 8500 спортсменов из 51 страны.
Среди российских спортсменов наиболее высоких результатов добились Алексей Трошкин и Татьяна Перепёлкина на марафонской дистанции и Денис Кораблев на полумарафонской дистанции, каждый из которых в 2012 году завоевал серебряную медаль в своём забеге.

## Победители
| Год  | Победитель               | Страна             | Время   | Победительница     | Страна               | Время   |
| ---- | ------------------------ | ------------------ | ------- | ------------------ | -------------------- | ------- |
| 2022 | Онесмус Киплагат Киплимо | Кения              | 2:18:12 | Кэтрин Черотич     | Кения                | 2:38:41 |
| 2021 | Дарио Ивановский         | Северная Македония | 2:21:27 | Адриана Поп Арсова | Северная Македония   | 2:40:36 |
| 2020 | Сергей Шевченко          | Украина            | 2:22:49 | Луиза Гега         | Албания              | 2:35:34 |
| 2019 | Тируне Чалачев           | Эфиопия            | 2:15:37 | Юнис Мучири        | Кения                | 2:33:37 |
| 2018 | Эванс Бивотт             | Кения              | 2:14:08 | Джедида Карунгу    | Кения                | 2:51:24 |
| 2017 | Кипротич Кируи           | Кения              | 2:12:59 | Стелла Барсосио    | Кения                | 2:33:42 |
| 2016 | Кипротич Кируи           | Кения              | 2:12:36 | Глэдис Бивотт      | Кения                | 2:40:10 |
| 2014 | Эммануэль Самаль         | Кения              | 2:14:26 | Люси Муриги        | Кения                | 2:37:47 |
| 2013 | Уиклиф Бивотт            | Кения              | 2:21:56 | Кэролайн Кипруто   | Кения                | 2:48:39 |
| 2012 | Патрик Вамбугу           | Кения              | 2:26:41 | Сесилия Вангуи     | Кения                | 2:54:56 |
| 2011 | Диксон Терер             | Кения              | 2:23:51 | Сесилия Вангуи     | Кения                | 2:50:06 |
| 2010 | Тамаш Тот                | Венгрия            | 2:28:56 | Люсия Кимани       | Босния и Герцеговина | 2:55:56 |
| 2009 | Сретен Нинкович          | Сербия             | 2:29:07 | Мария Враич        | Хорватия             | 2:56:15 |
| 2008 | Роман Продиус            | Молдова            | 2:29:26 | Лидия Миклош       | Черногория           | 3:19:34 |